# الرايخ أوتوبان

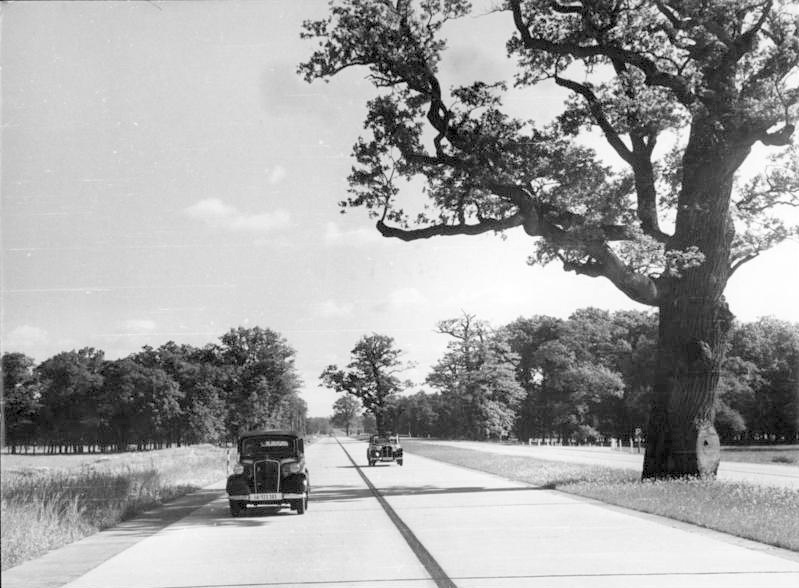
'طريق برلين - ميونيخ السريع، A9 اليوم، جنوب شرق ديساو، تم تصويره في عام 1939. تم الاحتفاظ بالبلوط عمدا في الوسيط.

لوحة سيارة الرايخ أوتوبان

كان نظام الرايخ أوتوبان بداية شبكة أوتوبان الألمانية تحت الرايخ الثالث. كانت هناك خطط سابقة للطرق السريعة التي يمكن التحكم فيها في ألمانيا في عهد جمهورية فايمار، وتم بناء خطين، لكن العمل لم يبدأ بعد على الطرق السريعة لمسافات طويلة. بعد معارضة خطط إنشاء شبكة طرق سريعة في السابق، تبناه النازيون بعد وصولهم إلى السلطة وقدموا المشروع كفكرة هتلر الخاصة. كانت تسمى «طرق أدولف هتلر» ((بالألمانية: die Straßen Adolf Hitlers)‏) وقدم كمساهمة كبيرة في الحد من البطالة. من بين الأسباب الأخرى للمشروع: تمكين الألمان من استكشاف وتقييم بلدهم، وكان هناك عنصر جمالي قوي لتنفيذ المشروع في عهد الرايخ الثالث؛ التطبيقات العسكرية، وإن كان بدرجة أقل مما كان يعتقد في كثير من الأحيان؛ نصب تذكاري دائم للرايخ الثالث، وغالبًا ما يتم مقارنته بالأهرامات؛ والترويج العام للقيادة كتحديث كان له بحد ذاته تطبيقات عسكرية.
قبدأ العمل في 23 سبتمبر 1933، في فرانكفورت، وبدأ العمل رسميًا في وقت واحد في مواقع متعددة في جميع أنحاء الرايخ في الربيع التالي. أول تمتد النهائي، بين فرانكفورت ودارمشتات، افتتح يوم 19 مايو 1935، وأول 1,000 كـم (620 ميل) تم الانتهاء منها في 23 سبتمبر 1936. بعد ضم النمسا، تم توسيع الشبكة المخطط لها لتشمل أوستمارك، عندما توقف العمل في عام 1941 بسبب الحرب العالمية الثانية، تم إكمال حوالي 3,819.7 كـم (2,373.5 ميل).

## التاريخ

### التخطيط والبناء

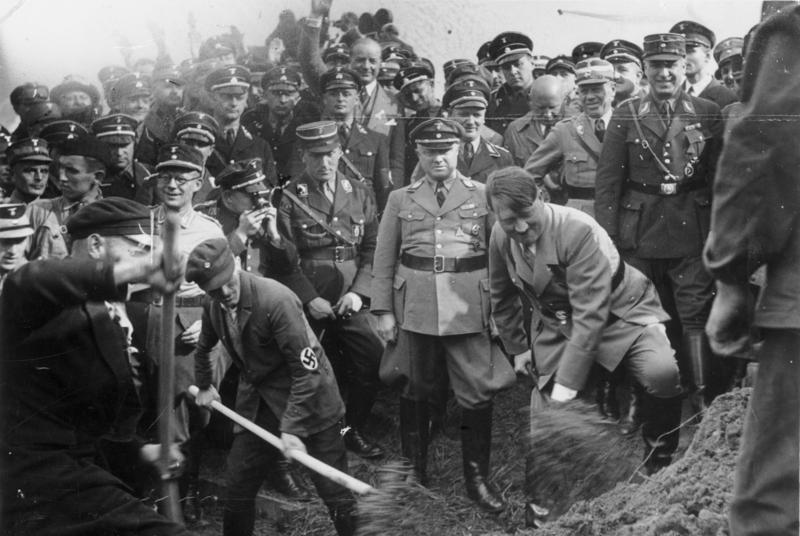
هتلر يجرف الأوساخ في الافتتاح الاحتفالي لبناء الرايخ اوتوبان؛ خلفه على اليمين فريتز تودت، على اليسار عاملين يساعدانه

بعد وصول النازيين إلى السلطة في نهاية يناير 1933، تغير موقفهم بسرعة. قدم فريتز تودت تقريرًا يدعو إلى بناء الطرق السريعة، Straßenbau und Straßenverwaltung، والمعروف باسم «تقرير براون» (Braune Denkschrift أو Brauner Bericht)،  وفي خطاب في معرض برلين للسيارات في 11 فبراير، قدمه هتلر كضرورة وكتدبير مستقبلي لشعب، كما كانت السكك الحديدية في الماضي. تم إصدار قانون إنشاء مشروع Reichsautobahn بهذا الاسم في 27 يونيو 1933، وتم تأسيس Gesellschaft Reichsautobahnen (جمعية Reichsautobahns) في 25 أغسطس كشركة تابعة لـ Reichsbahn، وبالتالي إزالة اعتراضاتها. تم تسمية Todt Generalinspektor für das deutsche Straßenwesen (المفتش العام لنظام الطرق الألماني) في 30 يونيو. تم دمج HAFRABA ومنظمات أخرى في ذراع التخطيط، والمعروفة باسم GEZUVOR (Gesellschaft zur Vorbereitung der Reichsautobahn، جمعية إعداد Reichsautobahn).  رئيس مجلس إدارة HAFRABA، الدكتور لودفيغ لاندمان، عمدة فرانكفورت، كان يهوديًا، مما وفر للنازيين سببًا لتوليه. تم تقديم الطريق السريع للجمهور الألماني كفكرة هتلر: تم تمثيله على أنه رسم شبكة المستقبل من الطرق السريعة أثناء وجوده في سجن لاندسبرغ في عام 1924. كان عليهم أن يكونوا «طرق الفوهرر»، أسطورة روج لها تود نفسه، الذي صاغ العبارة وحذر المقربين من عدم «بأي حال من الأحوال انطباع أنني قمت ببناء الطرق السريعة. يجب أن تُحسب على أنها مجرد طرق الفوهرر».

## مزيد من المعلومات

### طباعة
- إرنست فولبهر. Arbeitsschlacht: fünf Jahre Malfahrten auf den Bauplätzen der "Strassen Adolf Hitlers" . برلين: Zeitgeschichte ، 1938. 3931593 باللغة الألمانية
- ماكس ك. شوارتز. "Tankstellen، Straßenmeistereien und Raststätten — Betriebsorganismen an der Reichsautobahn". Die Straße 6 (1939) 660 – . باللغة الألمانية
- كيرت قفطان. Der Kampf um die Autobahnen. Geschichte und Entwicklung des Autobahngedankens in Deutschland von 1907 – 1935 unter Berücksichtigung ähnlicher Pläne und Bestrebungen im übrigen Europa . برلين: ويجانكو، 1955. 19828379 باللغة الألمانية
- كارل لارمر. Autobahnbau in Deutschland 1933 bis 1945: zu den Hintergründen . Forschungen zur Wirtschaftsgeschichte 6. برلين: الأكاديمية، 1975. 2492185 باللغة الألمانية
- Hansjoachim Henning. "Kraftfahrzeugindustrie und Autobahnbau in der Wirtschaftspolitik des Nationalsozialismus 1933 – 1936". Vierteljahrschrift für Sozial- und Wirtschaftsgeschichte 65 (1978) 217 – 42 باللغة الألمانية
- Hutzelmann, Barbara (2018). "Einführung: Slowakei" [Introduction: Slovakia]. In Hutzelmann, Barbara; Hausleitner, Mariana; Hazan, Souzana (eds.). Slowakei, Rumänien und Bulgarien [Slovakia, Romania, and Bulgaria]. Die Verfolgung und Ermordung der europäischen Juden durch das nationalsozialistische Deutschland 1933-1945 [الإنجليزية] [The Persecution and Murder of European Jews by Nazi Germany 1933-1945] (بالألمانية). Munich: Institut für Zeitgeschichte. Vol. 13. pp. 18–45. ISBN:978-3-11-036500-9.  Hutzelmann, Barbara (2018). "Einführung: Slowakei" [Introduction: Slovakia]. In Hutzelmann, Barbara; Hausleitner, Mariana; Hazan, Souzana (eds.). Slowakei, Rumänien und Bulgarien [Slovakia, Romania, and Bulgaria]. Die Verfolgung und Ermordung der europäischen Juden durch das nationalsozialistische Deutschland 1933-1945 [الإنجليزية] [The Persecution and Murder of European Jews by Nazi Germany 1933-1945] (بالألمانية). Munich: Institut für Zeitgeschichte. Vol. 13. pp. 18–45. ISBN:978-3-11-036500-9.  Hutzelmann, Barbara (2018). "Einführung: Slowakei" [Introduction: Slovakia]. In Hutzelmann, Barbara; Hausleitner, Mariana; Hazan, Souzana (eds.). Slowakei, Rumänien und Bulgarien [Slovakia, Romania, and Bulgaria]. Die Verfolgung und Ermordung der europäischen Juden durch das nationalsozialistische Deutschland 1933-1945 [الإنجليزية] [The Persecution and Murder of European Jews by Nazi Germany 1933-1945] (بالألمانية). Munich: Institut für Zeitgeschichte. Vol. 13. pp. 18–45. ISBN:978-3-11-036500-9.
- ريتشارد جيه أوفري. «السيارات والطرق والانتعاش الاقتصادي في ألمانيا، 1932 – 1938». في: الحرب والاقتصاد في الرايخ الثالث . أكسفورد: كلارندون / نيويورك: جامعة أكسفورد، 1994. (ردمك 9780198202905) رقم ISBN   9780198202905 . ص 68 – 89
- ارهارد شوتز. "Verankert fest im Kern des Bluts": Die Reichsautobahn — mediale Visionen einer organischen Moderne im "Dritten Reich". في: Faszination des Organischen: Konjunkturen einer Kategorie der Moderne . إد. هارتموت إيجيرت، وإرهارد شوتز، وبيتر سبرينغل. ميونيخ: Iudicium ، 1995. (ردمك 9783891292280) . ص 231 – 66. تعديل طفيف باسم "Faszination der blaßgrauen Bänder. Zur 'organischen' Technik der Reichsautobahn". في: Der Technikdiskurs der Hitler-Stalin-Ära . إد. فولفجانج إميريش وكارل ويج. شتوتغارت: ميتزلر، 1995. (ردمك 9783476013071) . ص 123 – 45 باللغة الألمانية
- اريند فوسيلمان. Reichsautobahn: Schönheit ، Natur ، Technik . كييل: أرندت، 2001. (ردمك 9783887410445) باللغة الألمانية
- بنيامين شتاينر. Raum-Maschine Reichsautobahn: zur Dynamik eines bekannt / unbekannten Bauwerks . Kaleidogramme 2. برلين: Kulturverlag Kadmos